# Comitato Internazionale degli Sport dei Sordi
Il Comitato Internazionale degli Sport dei Sordi (CISS, International Committee of Sports for the Deaf, ICSD) è una federazione sportiva internazionale, membro di SportAccord, che organizza, ogni due anni (alternando le edizioni invernali e quelle estive), la manifestazione multisportiva dei Giochi olimpici silenziosi.

## Scopi
Gli obiettivi e le finalità della federazione comprendono:
- L'organizziazione e la supervisione dei Giochi olimpici silenziosi
- Promuovere e contribuire a sviluppare l'integrazione dei sordi e la loro attività sportiva
- Supportare, incoraggiare e promuovere lo sviluppo dei Deaflympics
- Lotta al doping e sostegno dell'World Anti-Doping Agency (WADA)
- Promuovere lo sport dei sordi senza discriminazioni, politiche, religiose, economiche o di disabilità.

## Lista dei presidenti
- 1924-1953:  Eugène Rubens-Alcais
- 1953-1955:  Oscar Ryden
- 1955-1961:  Jens Peter Nielsen
- 1961-1971:  Pierre Bernhard
- 1971-1995:  Jerald M. Jordan
- 1995-2003:  John M. Lovett
- 2003-2009:  Donalda Ammons Kay
- 2009-2013:  Craig A. Crowley
- 2013- :  Dr Valery Nikititch Rukhledev

## Membri regionali
| Regione | Organizzazione                   | Sigla |
| ------- | -------------------------------- | ----- |
| Africa  |                                  |       |
| America |                                  |       |
| Asia    |                                  |       |
| Europa  | European Deaf Sport Organization | EDSO  |
| Oceania |                                  |       |

## Organizzazioni sportive
- Pallacanestro: Deaf International Basketball Federation (DIBF)
- Pallavolo: Deaf World Volley Confederation (DDWVC)
- Pallamano: Deaf International Handball Confederation (DIHC)
- Calcio: Deaf World Soccer Federation (DWSF)
- Calcio a 5: Deaf Futsal International Federation (DFIF)
- Netball: Deaf Netball World Federation (DNWF)
- Football americano: Deaf American Football International Federation (DAFIF)
- Rugby: Deaf Rugby International Federation (DRIF)